# Campionato europeo maschile di pallacanestro 2007
Il 35º Campionato Europeo Maschile di Pallacanestro FIBA (noto anche come FIBA EuroBasket 2007) si è svolto in Spagna dal 3 al 16 settembre 2007.
I Campionati europei maschili di pallacanestro sono una manifestazione biennale tra le squadre nazionali organizzato dalla FIBA Europe.
Il torneo ha visto la vittoria della Russia, che, nella finale di Madrid, è riuscita a superare a sorpresa i padroni di casa della Spagna, campioni del mondo in carica, con il punteggio di 60 a 59. Il terzo posto è andato invece alla Lituania, che nella finalina ha battuto la Grecia, squadra campione uscente dell'Europeo.

## Squadre partecipanti

Nazioni partecipanti a EuroBasket 2007.

In seguito ai sorteggi per la formazione dei gironi, tenutisi a Madrid il 19 ottobre 2006, i gironi dei campionati europei 2007 sono i seguenti:
| Girone A - Serbia - Russia - Grecia - Israele | Girone B - Portogallo - Lettonia - Croazia - Spagna | Girone C - Rep. Ceca - Turchia - Lituania - Germania | Girone D - Francia - Italia - Polonia - Slovenia |

## Sedi delle partite
40°25′01″N 03°42′12″W
Da Wikipedia.
| Gruppo                     | Città            | Impianto                                      | Impianto |
| -------------------------- | ---------------- | --------------------------------------------- | -------- |
| Gruppo A                   | Granada          | Palacio Municipal de Deportes de Granada      |          |
| Gruppo B                   | Siviglia         | Palacio Municipal de los Deportes San Pablo   |          |
| Gruppo C                   | Palma di Maiorca | Palma Arena                                   |          |
| Gruppo D                   | Alicante         | Centro de Tecnificación de Alicante           |          |
| Gironi di qualificazione   | Madrid           | Madrid Arena                                  |          |
| Fase eliminatoria e finali | Madrid           | Palacio de Deportes de la Comunidad de Madrid |          |

## Qualificazione olimpica
La competizione servirà anche come qualificazione olimpica: accederanno al torneo olimpico di Pechino 2008, oltre alla Spagna (qualificata di diritto in quanto campione del mondo in carica) le due squadre al vertice della classifica finale (senza ovviamente contare la Spagna stessa). Inoltre ulteriori quattro squadre parteciperanno al Torneo di Qualificazione Olimpica, dove si confronteranno con due nazionali africane, tre americane, due asiatiche e una oceanica.

## Formato
Le prime tre dei quattro gruppi della prima fase passano ai due gruppi della seconda fase, per l'accesso ai quarti di finale. Le squadre classificatesi dai gruppi A e B formeranno il gruppo E, mentre quelle dai gruppi C e D, il gruppo F.
Nella seconda fase, le dodici squadre qualificate dalla prima fase si portano dietro i punti totalizzati nella prima fase a gruppi, ma solo i punti conquistati contro le squadre dello stesso gruppo che sono passate al secondo turno, e si scontrano solo contro le squadre provenienti dall'altro gruppo. Le prime quattro di ognuno dei due gruppi passano ai quarti di finale.
Segue una fase a eliminazione diretta. Le squadre eliminate nei quarti disputano le gare dal quinto all'ottavo posto, mentre le squadre eliminate in semifinale disputano la finale per il terzo posto. La finale per il primo posto decide il campione d'Europa 2007.
Con la vittoria una squadra conquista 2 punti, mentre con la sconfitta 1 punto.

## Risultati

### Prima fase a gruppi

#### Gruppo A
| Squadra | P.ti | V - P | PF - PS | DP  |
| ------- | ---- | ----- | ------- | --- |
| Russia  | 6    | 3-0   | 224-174 | +50 |
| Grecia  | 5    | 2-1   | 197-194 | +3  |
| Israele | 4    | 1-2   | 209-249 | -40 |
| Serbia  | 3    | 0-3   | 215-228 | -13 |

| Granada 3 settembre 2007, ore 18:00 UTC+1 | Israele | 66 – 76 referto | Grecia | Palacio Municipal de Deportes |

| Granada 3 settembre 2007, ore 20:30 UTC+1 | Serbia | 65 – 73 referto | Russia | Palacio Municipal de Deportes |

| Granada 4 settembre 2007, ore 18:00 UTC+1 | Russia | 90 – 56 referto | Israele | Palacio Municipal de Deportes |

| Granada 4 settembre 2007, ore 20:30 UTC+1 | Grecia | 68 – 67 (d.t.s.) referto | Serbia | Palacio Municipal de Deportes |

| Granada 5 settembre 2007, ore 18:00 UTC+1 | Israele | 87 – 83 referto | Serbia | Palacio Municipal de Deportes |

| Granada 5 settembre 2007, ore 20:30 UTC+1 | Russia | 61 – 53 referto | Grecia | Palacio Municipal de Deportes |

#### Gruppo B
| Squadra    | P.ti | V - P | PF - PS | DP  |
| ---------- | ---- | ----- | ------- | --- |
| Croazia    | 5    | 2-1   | 252-237 | +15 |
| Spagna     | 5    | 2-1   | 259-218 | +41 |
| Portogallo | 4    | 1-2   | 201-239 | -38 |
| Lettonia   | 4    | 1-2   | 229-247 | -18 |

| Siviglia 3 settembre 2007, ore 19:00 UTC+1 | Portogallo | 56 – 82 referto | Spagna | Pal. Municipal de Deportes S. Pablo |

| Siviglia 3 settembre 2007, ore 21:30 UTC+1 | Lettonia | 85 – 77 referto | Croazia | Pal. Municipal de Deportes S. Pablo |

| Siviglia 4 settembre 2007, ore 19:00 UTC+1 | Croazia | 90 – 68 referto | Portogallo | Pal. Municipal de Deportes S. Pablo |

| Siviglia 4 settembre 2007, ore 21:30 UTC+1 | Spagna | 93 – 77 referto | Lettonia | Pal. Municipal de Deportes S. Pablo |

| Siviglia 5 settembre 2007, ore 19:00 UTC+1 | Portogallo | 77 – 67 referto | Lettonia | Pal. Municipal de Deportes S. Pablo |

| Siviglia 5 settembre 2007, ore 21:30 UTC+1 | Croazia | 85 – 84 referto | Spagna | Pal. Municipal de Deportes S. Pablo |

#### Gruppo C
| Squadra   | P.ti | V - P | PF - PS | DP  |
| --------- | ---- | ----- | ------- | --- |
| Lituania  | 6    | 3-0   | 265-224 | +41 |
| Germania  | 5    | 2-1   | 242-211 | +31 |
| Turchia   | 4    | 1-2   | 198-237 | -39 |
| Rep. Ceca | 3    | 0-3   | 225-258 | -33 |

| Palma di Maiorca 3 settembre 2007, ore 18:00 UTC+1 | Rep. Ceca | 78 – 83 (d.t.s.) referto | Germania | Palma Arena |

| Palma di Maiorca 3 settembre 2007, ore 20:30 UTC+1 | Turchia | 69 – 86 referto | Lituania | Palma Arena |

| Palma di Maiorca 4 settembre 2007, ore 18:00 UTC+1 | Lituania | 95 – 75 referto | Rep. Ceca | Palma Arena |

| Palma di Maiorca 4 settembre 2007, ore 20:30 UTC+1 | Germania | 79 – 49 referto | Turchia | Palma Arena |

| Palma di Maiorca 5 settembre 2007, ore 18:00 UTC+1 | Lituania | 84 – 80 referto | Germania | Palma Arena |

| Palma di Maiorca 5 settembre 2007, ore 20:30 UTC+1 | Rep. Ceca | 72 – 80 referto | Turchia | Palma Arena |

#### Gruppo D
| Squadra  | P.ti | V - P | PF - PS | DP  |
| -------- | ---- | ----- | ------- | --- |
| Slovenia | 6    | 3-0   | 206-186 | +20 |
| Francia  | 5    | 2-1   | 209-195 | +14 |
| Italia   | 4    | 1-2   | 209-208 | +1  |
| Polonia  | 3    | 0-3   | 188-223 | -35 |

| Alicante 3 settembre 2007, ore 19:00 UTC+1 | Polonia | 66 – 74 referto | Francia | Centro de Tecnificación de Alicante |

| Alicante 3 settembre 2007, ore 21:30 UTC+1 | Italia | 68 – 69 referto | Slovenia | Centro de Tecnificación de Alicante |

| Alicante 4 settembre 2007, ore 19:00 UTC+1 | Francia | 69 – 62 referto | Italia | Centro de Tecnificación de Alicante |

| Alicante 4 settembre 2007, ore 21:30 UTC+1 | Slovenia | 70 – 52 referto | Polonia | Centro de Tecnificación de Alicante |

| Alicante 5 settembre 2007, ore 19:00 UTC+1 | Slovenia | 67 – 66 referto | Francia | Centro de Tecnificación de Alicante |

| Alicante 5 settembre 2007, ore 21:30 UTC+1 | Polonia | 70 – 79 referto | Italia | Centro de Tecnificación de Alicante |

### Seconda fase a gruppi

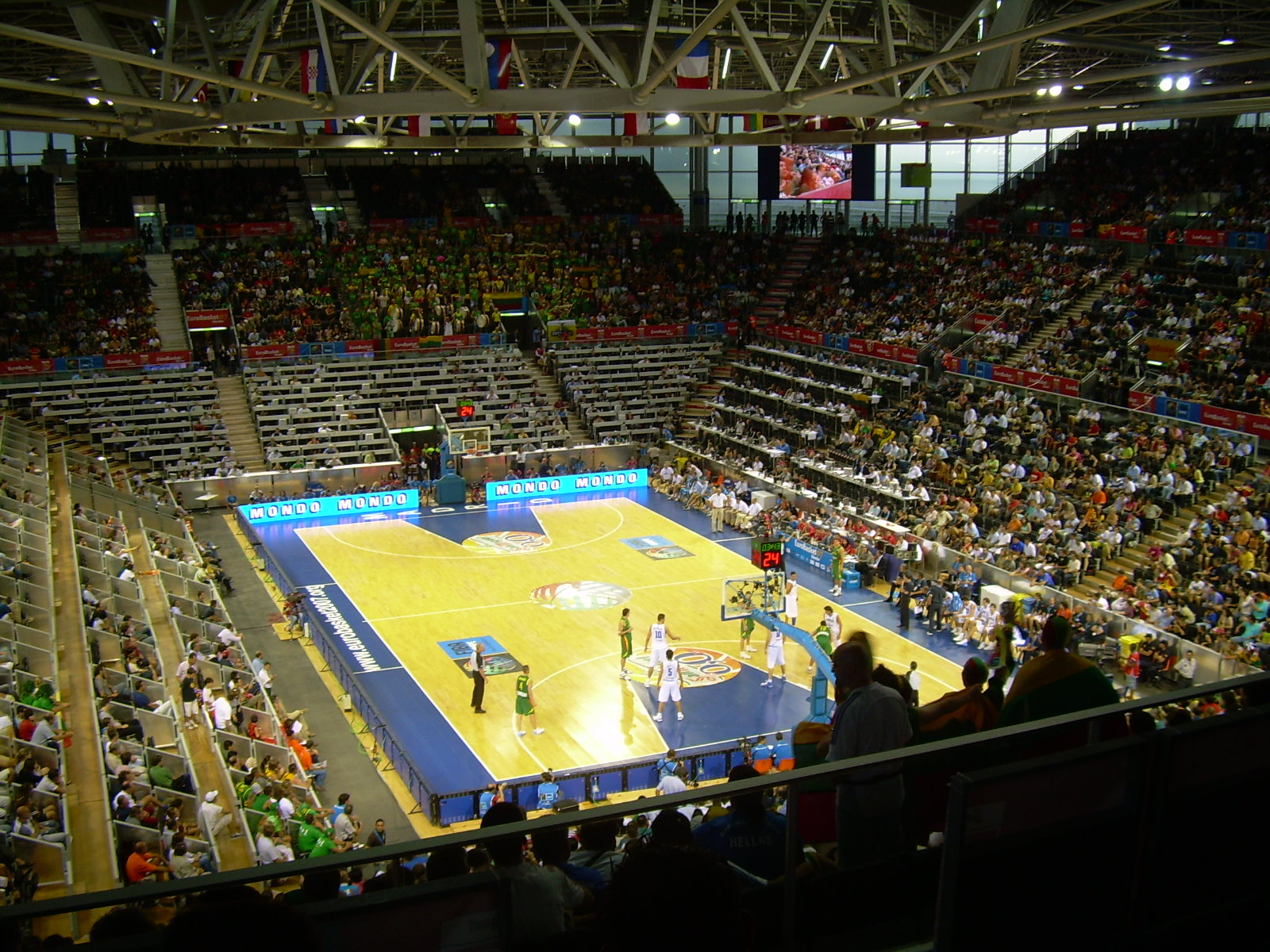
Lituania - Italia.

#### Gruppo E
| Squadra    | P.ti | V - P | PF - PS | DP  |
| ---------- | ---- | ----- | ------- | --- |
| Spagna     | 9    | 4-1   | 422-341 | +81 |
| Russia     | 9    | 4-1   | 381-325 | +56 |
| Grecia     | 8    | 3-2   | 353-348 | +5  |
| Croazia    | 7    | 2-3   | 398-396 | +2  |
| Portogallo | 6    | 1-4   | 350-420 | -70 |
| Israele    | 6    | 1-4   | 360-434 | -74 |

| Madrid 7 settembre 2007, ore 16:30 UTC+1 | Portogallo | 65 – 78 referto | Russia | Madrid Arena |

| Madrid 7 settembre 2007, ore 19:00 UTC+1 | Israele | 80 – 75 referto | Croazia | Madrid Arena |

| Madrid 7 settembre 2007, ore 21:30 UTC+1 | Spagna | 76 – 58 referto | Grecia | Madrid Arena |

| Madrid 9 settembre 2007, ore 16:30 UTC+1 | Portogallo | 94 – 85 referto | Israele | Madrid Arena |

| Madrid 9 settembre 2007, ore 19:00 UTC+1 | Grecia | 81 – 78 referto | Croazia | Madrid Arena |

| Madrid 9 settembre 2007, ore 21:30 UTC+1 | Russia | 69 – 81 referto | Spagna | Madrid Arena |

| Madrid 11 settembre 2007, ore 16:30 UTC+1 | Croazia | 70 – 83 referto | Russia | Madrid Arena |

| Madrid 11 settembre 2007, ore 19:00 UTC+1 | Grecia | 85 – 67 referto | Portogallo | Madrid Arena |

| Madrid 11 settembre 2007, ore 21:30 UTC+1 | Spagna | 99 – 73 referto | Israele | Madrid Arena |

#### Gruppo F
| Squadra  | P.ti | V - P | PF - PS | DP  |
| -------- | ---- | ----- | ------- | --- |
| Lituania | 10   | 5-0   | 417-357 | +60 |
| Slovenia | 9    | 4-1   | 340-312 | +28 |
| Francia  | 8    | 3-2   | 371-347 | +24 |
| Germania | 7    | 2-3   | 339-346 | -7  |
| Italia   | 6    | 1-4   | 346-359 | -13 |
| Turchia  | 5    | 0-5   | 308-400 | -92 |

| Madrid 8 settembre 2007, ore 16:30 UTC+1 | Francia | 78 – 66 referto | Germania | Madrid Arena |

| Madrid 8 settembre 2007, ore 19:00 UTC+1 | Italia | 74 – 79 referto | Lituania | Madrid Arena |

| Madrid 8 settembre 2007, ore 21:30 UTC+1 | Turchia | 51 – 66 referto | Slovenia | Madrid Arena |

| Madrid 10 settembre 2007, ore 16:30 UTC+1 | Italia | 84 – 75 (d.t.s.) referto | Turchia | Madrid Arena |

| Madrid 10 settembre 2007, ore 19:00 UTC+1 | Lituania | 88 – 73 referto | Francia | Madrid Arena |

| Madrid 10 settembre 2007, ore 21:30 UTC+1 | Germania | 47 – 77 referto | Slovenia | Madrid Arena |

| Madrid 12 settembre 2007, ore 16:30 UTC+1 | Germania | 67 – 58 referto | Italia | Madrid Arena |

| Madrid 12 settembre 2007, ore 19:00 UTC+1 | Francia | 85 – 64 referto | Turchia | Madrid Arena |

| Madrid 12 settembre 2007, ore 21:30 UTC+1 | Slovenia | 61 – 80 referto | Lituania | Madrid Arena |

### Fase ad eliminazione diretta
|  | Quarti di finale           | Quarti di finale           |                            |          | Semifinali                | Semifinali                |  |  | Finale                     | Finale |
|  |                            |                            |                            |          |                           |                           |  |  |                            |        |
|  | 13 settembre 2007 - Madrid |                            |                            |          |                           |                           |  |  |                            |        |
|  |                            |                            |                            |          |                           |                           |  |  |                            |        |
|  | Spagna                     | 83                         |                            |          |                           |                           |  |  |                            |        |
|  | Spagna                     | 83                         | 15 settembre 2007 - Madrid |          |                           |                           |  |  |                            |        |
|  | Germania                   | 55                         |                            |          |                           |                           |  |  |                            |        |
|  | Germania                   | 55                         | Spagna                     | 82       |                           |                           |  |  |                            |        |
|  | 14 settembre 2007 - Madrid |                            | Spagna                     | 82       |                           |                           |  |  |                            |        |
|  |                            | Grecia                     | 77                         |          |                           |                           |  |  |                            |        |
|  | Grecia                     | Grecia                     | 77                         | 63       |                           |                           |  |  |                            |        |
|  | Grecia                     |                            | 16 settembre 2007 - Madrid | 63       |                           |                           |  |  |                            |        |
|  | Slovenia                   | 62                         |                            |          |                           |                           |  |  |                            |        |
|  | Slovenia                   | 62                         | Spagna                     | 59       |                           |                           |  |  |                            |        |
|  | 13 settembre 2007 - Madrid |                            | Spagna                     | 59       |                           |                           |  |  |                            |        |
|  |                            | Russia                     | 60                         |          |                           |                           |  |  |                            |        |
|  | Russia                     | Russia                     | 60                         | 75       |                           |                           |  |  |                            |        |
|  | Russia                     | 15 settembre 2007 - Madrid |                            | 75       |                           |                           |  |  |                            |        |
|  | Francia                    | 71                         |                            |          |                           |                           |  |  |                            |        |
|  | Francia                    | 71                         | Russia                     | 86       | Finale per il terzo posto | Finale per il terzo posto |  |  |                            |        |
|  | 14 settembre 2007 - Madrid |                            | Russia                     | 86       | Finale per il terzo posto | Finale per il terzo posto |  |  |                            |        |
|  |                            | Lituania                   | 74                         |          |                           |                           |  |  |                            |        |
|  | Croazia                    | Lituania                   | 74                         | 72       | Grecia                    | 69                        |  |  |                            |        |
|  | Croazia                    |                            |                            | 72       | Grecia                    | 69                        |  |  |                            |        |
|  | Lituania                   | 74                         |                            | Lituania | 78                        |                           |  |  |                            |        |
|  | Lituania                   | 74                         |                            |          | 78                        |                           |  |  |                            |        |
|  |                            |                            |                            |          |                           |                           |  |  | 16 settembre 2007 - Madrid |        |
|  |                            |                            |                            |          |                           |                           |  |  |                            |        |

|  | Semifinali | Semifinali | Semifinali |         |          | Quinto Posto  | Quinto Posto  | Quinto Posto  |  |
|  |            |            |            |         |          |               |               |               |  |
|  | Germania   | Germania   | 69         |         |          |               |               |               |  |
|  | Germania   | Germania   | 69         |         |          |               |               |               |  |
|  | Slovenia   | Slovenia   | 65         |         |          |               |               |               |  |
|  | Slovenia   | Slovenia   | 65         |         | Germania | Germania      | 80            |               |  |
|  |            |            |            |         | Germania | Germania      | 80            |               |  |
|  |            |            | Croazia    | Croazia | 71       |               |               |               |  |
|  | Francia    | Francia    | Croazia    | Croazia | 71       | 69            |               |               |  |
|  | Francia    | Francia    |            |         |          | 69            |               |               |  |
|  | Croazia    | Croazia    | 86         |         |          | Settimo Posto | Settimo Posto | Settimo Posto |  |
|  | Croazia    | Croazia    | 86         |         |          |               |               |               |  |
|  |            |            |            |         |          |               |               |               |  |
|  |            |            |            |         |          | Slovenia      | Slovenia      | 88            |  |
|  |            |            |            |         |          | Slovenia      | Slovenia      | 88            |  |
|  |            |            |            |         |          | Francia       | Francia       | 74            |  |

#### Quarti di finale
| Madrid 13 settembre 2007, ore 19:00 UTC+1                                                                                      | Russia   | 75 – 71 referto | Francia | Pal. de Deportes de la Comunidad de Madrid |
| \| \| \| \| \| Chrjapa 17 \| Punti \| 17 Diaw \| \| Chrjapa 6 \| Assist \| 3 Parker \| \| Chrjapa 7 \| Rimbalzi \| 7 Turiaf \| |          |                 |         |                                            |
| |          |                 |         |                                            |
| Chrjapa 17 | Punti    | 17 Diaw         |         |                                            |
| Chrjapa 6 | Assist   | 3 Parker        |         |                                            |
| Chrjapa 7 | Rimbalzi | 7 Turiaf        |         |                                            |

| Madrid 13 settembre 2007, ore 21:30 UTC+1 | Spagna   | 83 – 55 referto | Germania | Pal. de Deportes de la Comunidad de Madrid |
| \| \| \| \| \| Calderón 17 \| Punti \| 11 Nowitzki \| \| Jiménez, Mumbrú 2 \| Assist \| 6 Hamann \| \| M. Gasol, P. Gasol, Jiménez 5 \| Rimbalzi \| 7 Jagla \| |          |                 |          |                                            |
| |          |                 |          |                                            |
| Calderón 17 | Punti    | 11 Nowitzki     |          |                                            |
| Jiménez, Mumbrú 2 | Assist   | 6 Hamann        |          |                                            |
| M. Gasol, P. Gasol, Jiménez 5 | Rimbalzi | 7 Jagla         |          |                                            |

| Madrid 14 settembre 2007, ore 19:00 UTC+1                                                                                                  | Lituania | 74 – 72 referto | Croazia | Pal. de Deportes de la Comunidad de Madrid |
| \| \| \| \| \| Songaila 20 \| Punti \| 16 Planinić \| \| Jasikevičius 8 \| Assist \| 5 Planinić \| \| Songaila 7 \| Rimbalzi \| 6 Barać \| |          |                 |         |                                            |
| |          |                 |         |                                            |
| Songaila 20 | Punti    | 16 Planinić     |         |                                            |
| Jasikevičius 8 | Assist   | 5 Planinić      |         |                                            |
| Songaila 7 | Rimbalzi | 6 Barać         |         |                                            |

| Madrid 14 settembre 2007, ore 21:30 UTC+1 | Slovenia | 62 – 63 referto | Grecia | Pal. de Deportes de la Comunidad de Madrid |
| \| \| \| \| \| Nesterovič 16 \| Punti \| 17 Papaloukas \| \| Dragić, Lakovič, D. Lorbek, Smodiš 3 \| Assist \| 3 Diamantidīs \| \| Nesterovič 11 \| Rimbalzi \| 6 Diamantidīs \| |          |                 |        |                                            |
| |          |                 |        |                                            |
| Nesterovič 16 | Punti    | 17 Papaloukas   |        |                                            |
| Dragić, Lakovič, D. Lorbek, Smodiš 3 | Assist   | 3 Diamantidīs   |        |                                            |
| Nesterovič 11 | Rimbalzi | 6 Diamantidīs   |        |                                            |

#### Semifinali
- 5º - 8º posto

| Madrid 15 settembre 2007, ore 14:00 UTC+1 | Francia  | 69 – 86 referto                               | Croazia | Pal. de Deportes de la Comunidad de Madrid |
| \| \| \| \| \| Parker 18 \| Punti \| Popović 15 Planinić, Marko Popović (cestista) \| \| Diaw 5 \| Assist \| 3 Planinić, Ukić \| \| Kirksay 6 \| Rimbalzi \| 7 Barać \| |          |                                               |         |                                            |
| |          |                                               |         |                                            |
| Parker 18 | Punti    | Popović 15 Planinić, Marko Popović (cestista) |         |                                            |
| Diaw 5 | Assist   | 3 Planinić, Ukić                              |         |                                            |
| Kirksay 6 | Rimbalzi | 7 Barać                                       |         |                                            |

| Madrid 15 settembre 2007, ore 16:30 UTC+1                                                                                                | Germania | 69 – 65 referto | Slovenia | Pal. de Deportes de la Comunidad de Madrid |
| \| \| \| \| \| Nowitzki 28 \| Punti \| 16 Lakovič \| \| Hamann 4 \| Assist \| 6 Lakovič \| \| Nowitzki 10 \| Rimbalzi \| 9 Nesterovič \| |          |                 |          |                                            |
| |          |                 |          |                                            |
| Nowitzki 28 | Punti    | 16 Lakovič      |          |                                            |
| Hamann 4 | Assist   | 6 Lakovič       |          |                                            |
| Nowitzki 10 | Rimbalzi | 9 Nesterovič    |          |                                            |

- 1º - 4º posto

| Madrid 15 settembre 2007, ore 19:00 UTC+1 | Spagna   | 82 – 77 referto | Grecia | Pal. de Deportes de la Comunidad de Madrid |
| \| \| \| \| \| P. Gasol, Navarro 23 \| Punti \| 24 Spanoulīs \| \| Garbajosa, Reyes 3 \| Assist \| 5 Spanoulīs \| \| P. Gasol 6 \| Rimbalzi \| 9 Diamantidīs \| |          |                 |        |                                            |
| |          |                 |        |                                            |
| P. Gasol, Navarro 23 | Punti    | 24 Spanoulīs    |        |                                            |
| Garbajosa, Reyes 3 | Assist   | 5 Spanoulīs     |        |                                            |
| P. Gasol 6 | Rimbalzi | 9 Diamantidīs   |        |                                            |

| Madrid 15 settembre 2007, ore 21:30 UTC+1 | Russia   | 86 – 74 referto | Lituania | Pal. de Deportes de la Comunidad de Madrid |
| \| \| \| \| \| Kirilenko 29 \| Punti \| 30 Šiškauskas \| \| Chrjapa 4 \| Assist \| 4 Šiškauskas \| \| Kirilenko 8 \| Rimbalzi \| 6 Songaila \| |          |                 |          |                                            |
| |          |                 |          |                                            |
| Kirilenko 29 | Punti    | 30 Šiškauskas   |          |                                            |
| Chrjapa 4 | Assist   | 4 Šiškauskas    |          |                                            |
| Kirilenko 8 | Rimbalzi | 6 Songaila      |          |                                            |

#### Finali
- 7º - 8º posto

| Madrid 16 settembre 2007, ore 14:00 UTC+1                                                                                           | Francia  | 74 – 88 referto | Slovenia | Pal. de Deportes de la Comunidad de Madrid |
| \| \| \| \| \| Parker 31 \| Punti \| 26 Lakovič \| \| Parker 4 \| Assist \| 7 Lakovič \| \| Turiaf 8 \| Rimbalzi \| 8 Nesterovič \| |          |                 |          |                                            |
| |          |                 |          |                                            |
| Parker 31 | Punti    | 26 Lakovič      |          |                                            |
| Parker 4 | Assist   | 7 Lakovič       |          |                                            |
| Turiaf 8 | Rimbalzi | 8 Nesterovič    |          |                                            |

- 5º - 6º posto

| Madrid 16 settembre 2007, ore 16:30 UTC+1 | Croazia  | 71 – 80 referto     | Germania | Pal. de Deportes de la Comunidad de Madrid |
| \| \| \| \| \| Banić 16 \| Punti \| 31 Nowitzki \| \| Planinić 4 \| Assist \| 4 Garrett, Nowitzki \| \| Kasun 2 \| Rimbalzi \| 12 Nowitzki \| |          |                     |          |                                            |
| |          |                     |          |                                            |
| Banić 16 | Punti    | 31 Nowitzki         |          |                                            |
| Planinić 4 | Assist   | 4 Garrett, Nowitzki |          |                                            |
| Kasun 2 | Rimbalzi | 12 Nowitzki         |          |                                            |

- 3º - 4º posto

| Madrid 16 settembre 2007, ore 19:00 UTC+1 | Lituania | 78 – 69 referto | Grecia | Pal. de Deportes de la Comunidad de Madrid |
| \| \| \| \| \| K. Lavrinovič 19 \| Punti \| 23 Zīsīs \| \| Šiškauskas 5 \| Assist \| 4 Diamantidīs \| \| Kleiza 8 \| Rimbalzi \| 7 Diamantidīs \| |          |                 |        |                                            |
| |          |                 |        |                                            |
| K. Lavrinovič 19 | Punti    | 23 Zīsīs        |        |                                            |
| Šiškauskas 5 | Assist   | 4 Diamantidīs   |        |                                            |
| Kleiza 8 | Rimbalzi | 7 Diamantidīs   |        |                                            |

- 1º - 2º posto

| Arbitro: | Nikolaos Zavlanos |

| |            | |
| Calderón 15                                                                                                   | Punti      | 17 Kirilenko                                                                                          |
| P. Gasol 3 | Assist     | 4 Chrjapa                                                                                             |
| P. Gasol 14                                                                                                   | Rimbalzi   | 12 Chrjapa                                                                                            |
| P. Gasol Fernández Cabezas Navarro Calderón Reyes Jiménez S. Rodríguez B. Rodríguez M. Gasol Mumbrú Garbajosa | Formazioni | Šabalkin Holden Bykov Kirilenko Morgunov Samojlenko Chrjapa Pašutin Monja Ponkrašov Savrasenko Padius |
| Pepu Hernández                                                                                                | Allenatori | David Blatt                                                                                           |

## Classifica finale
| Campione d'Europa | Campione d'Europa | Campione d'Europa |
| --- | ----------------- | --- |
| Russia4 Šabalkin, 5 Holden, 6 Bykov, 7 Kirilenko, 8 Morgunov, 9 Samojlenko, 10 Chrjapa, 11 Z. Pašutin, 12 Monja, 13 Ponkrašov, 14 Savrasenko, 15 Padius, All. David Blatt |                   | |
| Argento | Spagna            | Spagna4 P. Gasol, 5 Fernández, 6 Cabezas, 7 Navarro, 8 Calderón, 9 Reyes, 10 Jiménez, 11 S. Rodríguez, 12 B. Rodríguez, 13 M. Gasol, 14 Mumbrú, 15 Garbajosa, All. Pepu Hernández                            |
| Bronzo | Lituania          | Lituania4 Kaukėnas, 5 Gustas, 6 Mačiulis, 7 D. Lavrinovič, 8 Šiškauskas, 9 Songaila, 10 Jasaitis, 11 Kleiza, 12 K. Lavrinovič, 13 Jasikevičius, 14 Jankūnas, 15 Javtokas, All. Ramūnas Butautas              |
| 4. | Grecia            | Grecia4 Papaloukas, 5 Mpourousīs, 6 Zīsīs, 7 Spanoulīs, 8 Vasilopoulos, 9 Pelekanos, 10 Chatzīvrettas, 11 Ntikoudīs, 12 Tsartsarīs, 13 Diamantidīs, 14 Papadopoulos, 15 Kakiouzis, All. Panagiōtīs Giannakīs |
| 5. | Germania          | Germania4 Demirel, 5 Okulaja, 6 Arigbabu, 7 Garrett, 8 Herber, 9 Hamann, 10 Greene, 11 Roller, 12 Grünheid, 13 Femerling, 14 Nowitzki, 15 Jagla, All. Dirk Bauermann                                         |
| 6. | Croazia           | Croazia4 Ukić, 5 Kus, 6 Popović, 7 Rozić, 8 Prkačin, 9 Tomas, 10 Planinić, 11 Stojić, 12 Markota, 13 Banić, 14 Kasun, 15 Barać, All. Jasmin Repeša                                                           |
| 7. | Slovenia          | Slovenia4 Čebular, 5 Lakovič, 6 Ćapin, 7 Dragić, 8 Nesterovič, 9 Smodiš, 10 Slokar, 11 Klobučar, 12 Jagodnik, 13 D. Lorbek, 14 Vidmar, 15 E. Lorbek, All. Aleš Pipan                                         |
| 8. | Francia           | Francia4 Gomis, 5 Badiane, 6 Giffa, 7 Sangaré, 8 Diawara, 9 Parker, 10 Ferchaud, 11 Piétrus, 12 Kirksay, 13 Diaw, 14 Turiaf, 15 Weis, All. Claude Bergeaud                                                   |
| Eliminate nella seconda fase a gironi |                   | |
| 9. | Italia            | Italia4 Belinelli, 5 Basile, 6 Mancinelli, 7 Soragna, 8 Marconato, 9 Mordente, 10 Bargnani, 11 Crosariol, 12 Bulleri, 13 Di Bella, 14 Datome, 15 Gigli, All. Carlo Recalcati                                 |
| 9. | Portogallo        | Portogallo4 Minhava, 5 Fernandes, 6 Ramos, 7 Cunha, 8 Jordão, 9 da Silva, 10 Gomes, 11 Coelho, 12 Simão, 13 Évora, 14 Miranda, 15 Santos, All. Valentyn Mel'nyčuk                                            |
| 11. | Israele           | Israele4 Hagag, 5 Roth, 6 Halperin, 7 Eliyahu, 8 Markovich, 9 Roberts, 10 Pnini, 11 Tapiro, 12 Naor, 13 Kozikaro, 14 Green, 15 Tamir, All. Zvi Sherf                                                         |
| 11. | Turchia           | Turchia4 Arslan, 5 Kuqo, 6 Atsür, 7 Akyol, 8 İlyasova, 9 Erden, 10 Demirel, 11 Kutluay, 12 Gönlüm, 13 Okur, 14 Peker, 15 Türkoğlu, All. Bogdan Tanjević                                                      |
| Eliminate nella prima fase a gironi |                   | |
| 13. | Lettonia          | Lettonia4 Helmanis, 5 Vītols, 6 Šķēle, 7 Blūms, 8 Vaikulis, 9 Jahovičs, 10 Valters, 11 Veselovs, 12 Cipruss, 13 Grafs, 14 Janičenoks, 15 Biedriņš, All. Kārlis Muižnieks                                     |
| 13. | Serbia            | Serbia4 Teodosić, 5 Cvetković, 6 Radivojević, 7 Erceg, 8 Labović, 9 Marković, 10 Jarić, 11 Miličić, 12 Aleksandrov, 13 Veličković, 14 Tepić, 15 Gurović, All. Zoran Slavnić                                  |
| 13. | Rep. Ceca         | Rep. Ceca4 Vrubl, 5 Beneš, 6 Whitfield, 7 Křemen, 8 Kraus, 9 Welsch, 10 Sokolovský, 11 Bartoň, 12 Nečas, 13 Benda, 14 Houška, 15 Starosta, All. Zdeněk Hummel                                                |
| 13. | Polonia           | Polonia4 Wołoszyn, 5 Pluta, 6 Skibniewski, 7 Witka, 8 Dylewicz, 9 Hyży, 10 Wójcik, 11 Pietras, 12 Szewczyk, 13 Kitzinger, 14 Frasunkiewicz, 15 Koszarek, All. Andrej Urlep                                   |

## Squadre qualificate alle Olimpiadi
- Russia
- Lituania
- Spagna (già qualificata in quanto Campione del Mondo)

La Grecia, la Germania, la Croazia e la Slovenia dovranno disputare il torneo di qualificazione olimpica nel 2008 per accedere al torneo olimpico di Pechino 2008.

## Premi individuali

### MVP del torneo
- Andrej Kirilenko

### Miglior quintetto del torneo
- Playmaker:  José Calderón
- Guardia tiratrice:  Ramūnas Šiškauskas
- Ala piccola:  Andrej Kirilenko
- Ala grande:  Dirk Nowitzki
- Centro:  Pau Gasol

## Statistiche

### Generali
- Totale partite disputate: 54
- Totale punti segnati: 7940
- Totale assist effettuati: ?
- Totale stoppate eseguite: ?

### Individuali
- Miglior realizzatore: Dirk Nowitzki ( Germania) - 24,0 punti/partita
- Migliore rimbalzista: Yaniv Green ( Israele) - 9.3 rimbalzi/partita
- Miglior uomo assist: Šarūnas Jasikevičius ( Lituania) - 5,6 assist/partita
- Miglior stoppatore: Radoslav Nesterovič ( Slovenia) - 1,9 stoppate/partita.